# UDG
UDG je česká pop-rocková hudební skupina pocházející z Ústí nad Labem. V roce 2004 zvítězili v soutěži Coca Cola Popstar, následně vydali čtyři studiová alba: Ztraceni v inspiracích, Buď a Nebe, Autoportrét a Akrobat.
V hudebních cenách Žebřík časopisu Report za rok 2009 získali dvě první ceny: jako kapela roku a za videoklip roku, k písni Éterická. Za rok 2010 v cenách Žebřík podruhé vyhráli kapelu roku a získali třetí místo v kategorii videoklip roku, k písni Duše slečny Mai.

## Historie
UDG neboli Useless Demi Gods vznikli v roce 1998. Před prvenstvím v soutěži Coca Cola Popstar stihli nahrát dvě demonahrávky Štěkat do boudy (2001) a Obsazeno místenkou (2003). Díky vítězství mohla skupina vydat své první oficiální album s názvem Ztraceni v inspiracích (autorem obalu CD je český výtvarník Martin Mišík). V roce 2007 vyšla studiová dvojka Buď a Nebe. Jméno desky je odvozeno od písničky Buď a Nebe, v původní verzi nazpíváno s Ivou Frühlingovou, později natočeno s Bárou Zemanovou. Na této desce UDG do některých songů zapojili kromě výše zmiňovaných i třeba Honzu Homolu ze skupiny Wohnout nebo MC Nu C ze skupiny Skyline. O dva roky později, v roce 2009, vydali třetí studiové album Autoportrét, kde úlohu ženských vokálů ve třech písničkách převzala Jana Lota. V říjnu roku 2012 vyšlo jejich další CD s názvem Akrobat, na kterém hostovala Iva Frühlingová, Ota Klempíř (J.A.R.) a také zpěvačka skupiny Bags.

## Členové
- Petr Vrzák – zpěv
- Adam Kupera – saxofon, zpěv
- Bohumil Němeček – elektrická a akustická kytara
- Pavel Vrzák – baskytara
- Tomáš "Jugi" Staněk – bicí, texty
- Tomáš "Volt" Vohradský - elektrická a akustická kytara

### Bývalí členové
- Michal Čech — elektrická a akustická kytara[8]
- Guillaume Kondracki - elektrická a akustická kytara[9]
- Karel Opatrný - baskytara[8]

## Galerie

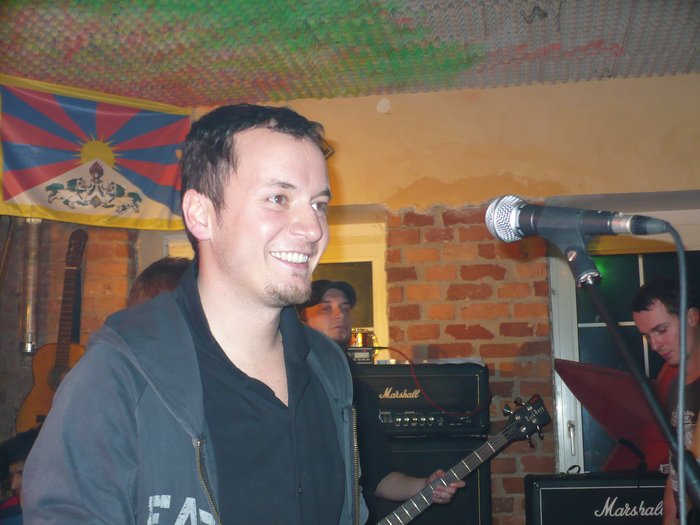
Petr Vrzák
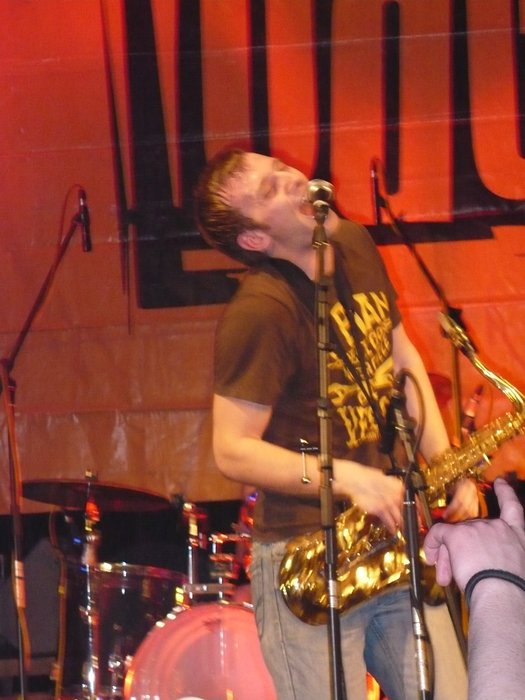
Adam Kupera
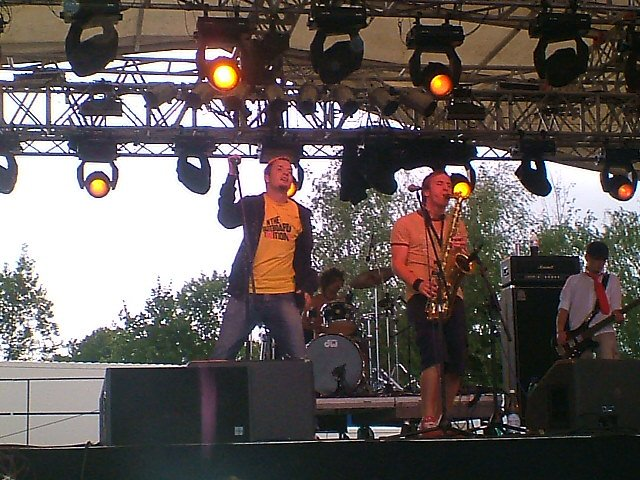
Vystoupení na Rock for People 2007
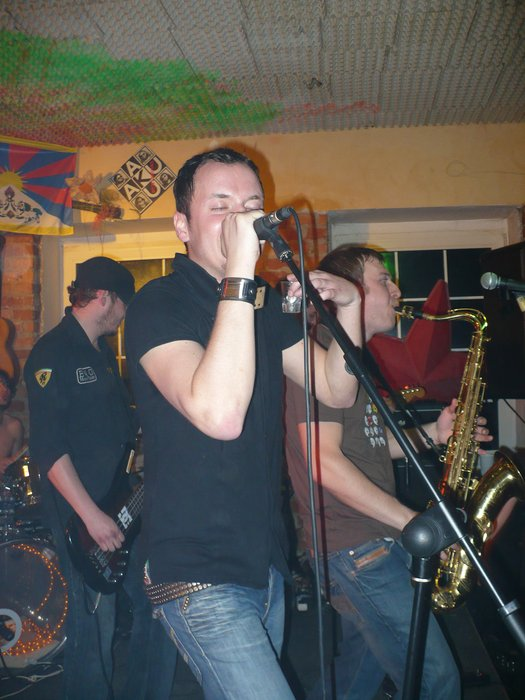
Koncert v Doubicích (2008)
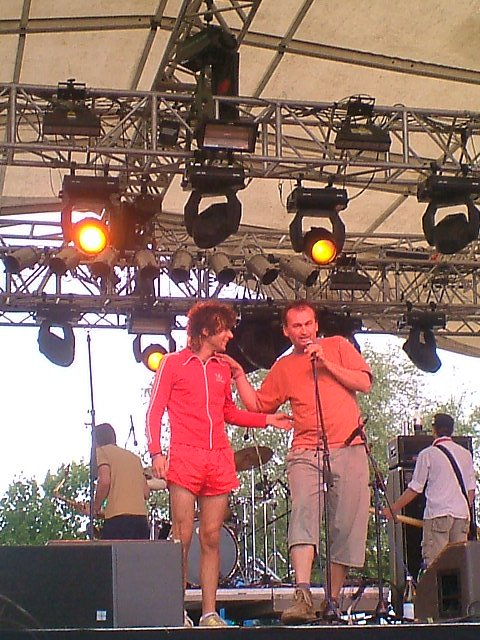
Tomáš "Jugi" Staněk (vlevo) na Rock for People 2007

## Diskografie

### Studiová alba[10]
- 2004 - Ztraceni v inspiracích
  - Motýl
  - Zpěvy deště
  - Defilé
  - Na Měsíc
  - Hvězdář
  - Piloti
  - Smutné a lehké
  - Zvědavá
  - Duše v ní
  - Na rtech
  - Ostrovy
  - Vůně
  - Ruská raketa

- 2007 - Buď a Nebe
  - Nad jinou hladinou
  - Předměstí
  - Mary-Ann
  - Nečitelný policejní román
  - Buď a Nebe
  - Chimér a Kiss
  - Cowboy hip-hop
  - Kurtizána (ŽEBŘÍK 2007 LOAP AWARDS-2. místo videoklip roku, 3. místo skladba roku)
  - Meli-Melo
  - Ganja
  - Amélie
  - Society
  - La Fin

- 2009 - Autoportrét
  - Kdy zas blíž
  - Duše slečny Mai
  - Beduín
  - Potichu vím
  - Nad Letnou
  - Víla
  - Stínohry
  - Hestia
  - Éterická
  - Laura
  - Vahiné
  - Anima
  - Kino drive-in
  - Hrdina

- 2012 - Akrobat
  - Sám spát
  - Vzdálení
  - Akrobat
  - Najednou
  - Modlitba
  - Pádové otázky
  - V atmosférách
  - Rozezpívání
  - Zločin a trest
  - V představách
  - Étoile

- 2016 - Emotikon[11]
  - Intergalaktická
  - Magnety
  - Atomy
  - Šeptáš
  - Duše lamp
  - Prach a dým
  - Jen tak jít
  - Bůhví kam
  - Déšt i pláč
  - Tebou
  - Malá neznámá
  - Příměří
  - Barvy
  - Oči
  - Draci
  - Hlava

### DVD
- 2011 - Cirkus Live
- 2011 - UDG dokument: Dvatisícejedenáct
- 2018 – KB Acoustic Stage

### Dema
- 2000 - Štěkat do boudy
- 2003 - Obsazeno místenkou